# Comuna Velîkîi Dîrciîn, Horodnea
Velîkîi Dîrciîn (în ucraineană Великий Дирчин) este o comună în raionul Horodnea, regiunea Cernihiv, Ucraina, formată din satele Lașukî, Malîi Dîrciîn și Velîkîi Dîrciîn (reședința).

## Demografie
Componența lingvistică a comunei Velîkîi Dîrciîn
     Ucraineană (99,43%)
     Alte limbi (0,57%)
Conform recensământului din 2001, majoritatea populației comunei Velîkîi Dîrciîn era vorbitoare de ucraineană (99,43%), existând în minoritate și vorbitori de alte limbi.